# Adina Vălean

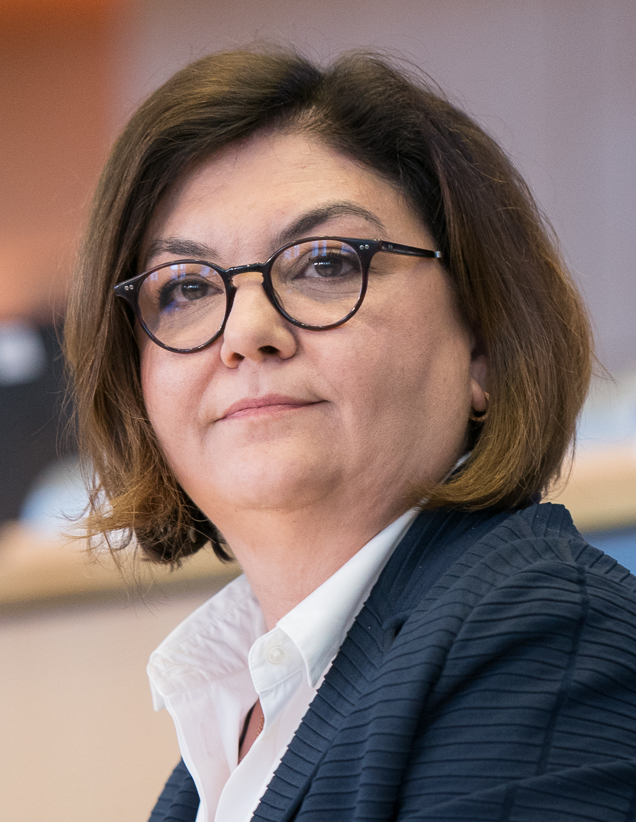
Adina Vălean (2019)

Adina Ioana Vălean (* 16. Februar 1968 in Țintea, Băicoi, Kreis Prahova) ist eine rumänische Politikerin und Mitglied des Europäischen Parlaments für die Partidul Național Liberal. Sie gehört von 2007 bis 2019 und seit 2024 dem Europäischen Parlament an; 2007 bis 2014 der ALDE-Fraktion und seit 2014 der EVP-Fraktion. Von Dezember 2019 bis Juli 2024 war sie EU-Kommissarin für Verkehr.
Von Juli 2014 bis Januar 2017 war Vălean eine der 14 Vizepräsidentinnen des Europäischen Parlaments. Sie gilt als eine der erfahrensten rumänischen Abgeordneten.

## Leben

### Ausbildung und Karriere
Vălean studierte Mathematik, dem schloss sie ein Studium im Bereich Europäische Integration und Sicherheitsstudien an. Sie ergänzte dies um eine Postgraduierung im Bereich Sicherheits- und Verteidigungspolitik. Bis 1997 arbeitete sie als Mathematiklehrerin.
1997 wechselte Vălean ins Ministerium für Jugend und Sport.
Von 1999 bis 2001 war sie für zwei Nichtregierungsorganisationen tätig.

### Politisches Engagement auf Landesebene
Adina Vălean trat 1999 der Partidul Național Liberal bei, von 2000 bis 2002 hatte sie das Amt der Generalsekretärin der Jugendorganisation der PNL inne. 2002 wurde sie Mitglied des „Ständigen Büros“ (Biroului Permanent) der Partei sowie Vorsitzende des Partei-Arbeitskreises für wirtschaftliche Entwicklung, Privatisierung, und Wettbewerbspolitik.
2000 war Vălean stellvertretende Leiterin der PNL-Wahlkampagne für die Parlamentswahlen. Von 2004 bis 2006 war Vălean Abgeordnete des rumänischen Parlaments für den Wahlkreis Călărași.

### Einzug ins Europäische Parlament
2006 – noch vor dem Beitritt Rumäniens zur Europäischen Union – hatte Vălean den Status einer Parlamentsbeobachterin beim Europäischen Parlament, um mit der Arbeitsweise des Parlaments vertraut zu werden. Bei der Nachwahl in Rumänien 2007 wurde sie auf der Liste der PNL ins Europäische Parlament gewählt. Sie trat, wie alle PNL-Abgeordneten, der liberalen ALDE-Fraktion bei. Die Abgeordneten wählten sie zu einer der stellvertretenden Vorsitzenden der Fraktion. Für die verbleibenden zwei Jahre der 6. Wahlperiode war Vălean Mitglied im Ausschuss für Industrie, Forschung und Energie sowie im Nichtständigen Ausschuss zum Klimawandel. Des Weiteren war sie stellvertretendes Mitglied im Ausschuss für Wirtschaft und Währung und im Ausschuss für bürgerliche Freiheiten, Justiz und Inneres. Vălean engagierte sich in der Zeit insbesondere zum Thema der Freizügigkeit für Rumäninnen wie Rumänen, des Weiteren war sie Berichterstatterin zur Abschaffung der Roaming-Gebühren in der Europäischen Union.
Bei der Europawahl 2009 verteidigte Vălean ihr Mandat. Sie wurde erneut zur stellvertretenden Vorsitzenden der ALDE-Fraktion gewählt. Des Weiteren war sie für ihre Fraktion Mitglied im Ausschuss für Industrie, Forschung und Energie (2009–12), im Petitionsausschuss sowie im Ausschuss für Industrie, Forschung und Energie (2012–14). Sie war stellvertretendes Mitglied im Ausschuss für Umweltfragen, öffentliche Gesundheit und Lebensmittelsicherheit (2009–11) sowie im Haushaltsausschuss.
Nach der Europawahl 2014, bei der Vălean erneut einzog, entschied sich ihre Partei und damit alle Europaabgeordneten die Fraktion zu wechseln: Statt in der liberalen ALDE-Fraktion wechselten diese zur Fraktion der Europäischen Volkspartei (EVP). Von Juli 2014 bis Januar 2014 wählten die Abgeordneten des Europaparlaments sie zu einer der 14 Vize-Parlamentspräsidentinnen. Des Weiteren war sie für die EVP-Fraktion Mitglied im Ausschuss für Industrie, Forschung und Energie sowie im Ausschuss für Umweltfragen, öffentliche Gesundheit und Lebensmittelsicherheit, den sie von 2017 bis 2019 als Vorsitzende leitete. Sie war damit erste rumänische Vorsitzende eines Parlaments-Ausschusses überhaupt. Zudem war sie stellvertretendes Mitglied im Ausschuss für internationalen Handel.
Bei der Europawahl 2019 verteidigte Vălean erneut ihr Mandat. In der 2019 beginnenden 9. Wahlperiode war sie erneut Mitglied der EVP-Fraktion. Für die Fraktion war sie Mitglied im Ausschuss für Industrie, Forschung und Energie, den sie als Ausschussvorsitzende leitete, sowie stellvertretendes Mitglied im Ausschuss für Umweltfragen, öffentliche Gesundheit und Lebensmittelsicherheit.

### Nominierung zur Kommissarin
Nachdem die rumänische Kandidatin Rovana Plumb für das Amt einer Kommissarin in der Kommission von der Leyen I vom Europäischen Parlament abgelehnt worden war und anschließend die  Regierung Dăncilă per Misstrauensvotum durch das rumänische Parlament abgewählt worden war, stand zunächst nicht fest, wer für Rumänien in die neuzubesetzende EU-Kommission zu entsenden war. Erst nachdem die neue PNL-Minderheitsregierung unter Ludovic Orban bestätigt wurde, entschied diese, Vălean und Siegfried Mureșan zu nominieren. Von der Leyen entschied sich für Vălean. Am 1. Dezember 2019 trat sie ihr Amt als EU-Kommissarin an, das sie bis Juli 2024 innehatte.
Im EU-Parlament rückte für sie Gheorghe-Vlad Nistor nach.

### Eklat um den Transitverkehr am Brenner
Im Rahmen eines Treffens zum Brennertransit in Franzensfeste am 14. Februar 2020 fiel Kommissarin Valean laut Tiroler Tageszeitung inhaltlich in der Transitfrage als kompromisslos auf. Im Rahmen des Treffens forderte sie Tirol zur Rücknahme der Fahrverbote, welche das Bundesland als „Notfallmaßnahmen“ gegen die Transitbelastung eingeführt hatte, auf. Dabei sei die Kommissarin sehr direkt geworden: Wenn Tirol in der Transitfrage nicht einlenke, so gibt es die Tiroler Tageszeitung wieder, könne es ja mit Österreich den Binnenmarkt verlassen und eine „Schweiz II“ werden.
Während die Verkehrsminister von Deutschland und Italien sie in der Forderung nach Rücknahme der Güterverkehrs-Einschränkungen unterstützten, stärkte Österreichs Bundeskanzler Sebastian Kurz dem Tiroler Landeshauptmann Günther Platter den Rücken.
Als Reaktion auf das Transittreffen sendete Platter tags darauf eine Protestnote an EU-Kommissionspräsidentin Ursula Von der Leyen.

### Abgeordnete im Europäischen Parlament ab 2024
Nach der Europawahl 2024 zog Vălean erneut als Abgeordnete in das Europäische Parlament ein. Um ihr Mandat wahrnehmen zu können, trat sie am 15. Juli 2024 von ihrem Amt als EU-Kommissarin zurück. Ihre Aufgaben wurden vorübergehend von Wopke Hoekstra, Kommissar für Klimaschutz, übernommen.

## Privat
Adina Vălean ist seit dem 25. September 2009 mit Crin Antonescu verheiratet.